# Centro d'ascolto
Nell'ambito dell'attenzione al sociale della Chiesa cattolica in Italia, un Centro d'ascolto è una istituzione creata per incontrare e aiutare le persone che vivono situazioni di disagio.

## Organizzazione
In Italia sono circa 3.000 i Centri d'ascolto gestiti dalla Chiesa cattolica attraverso la Caritas. La maggior parte di essi sono "generici", altri sono dedicati a forme di povertà specifiche: immigrati, persone senza dimora, famiglie, persone con dipendenze, ecc.
Nelle varie diocesi i Centri d'ascolto costituiscono una rete capillare organizzata sul territorio. In alcune diocesi l'organizzazione è a livello parrocchiale, in altre a livello decanale (o zonale o vicariale, terminologia diversa secondo le diocesi), cioè a livello di un gruppo di parrocchie vicine.
Normalmente ogni Centro d'ascolto ha un suo statuto, elaborato in maniera che il Centro possa rispondere alla peculiare situazione presente sul territorio dove svolge il suo servizio, ed elabora un progetto d'azione sulla base dei bisogni e delle risorse disponibili.

## Funzioni
Un Centro d'ascolto svolge le seguenti funzioni:
- Accoglienza di quanti si presentano, indipendentemente dalla razza, dal sesso, dalla religione.
- Ascolto, attraverso l'opera qualificata di operatori (normalmente volontari) che, a nome della comunità cristiana, si impegnano ad ascoltare e comprendere con attenzione i racconti di sofferenza degli utenti. La relazione di ascolto richiede da parte dell'operatore lo sforzo per mettere a fuoco ciò che è essenziale in quanto la persona ascoltata racconta, tenendo ben presenti le caratteristiche personali. L'operatore che ascolta ricerca, insieme alla persona ascoltata, le soluzioni più adeguate, con l'attenzione di non sostituirsi mai alla persona stessa.
- Orientamento verso le risposte o soluzioni presenti sul territorio. Un primo livello di orientamento, normalmente possibile, coincide con l'informazione circa i patronati, servizi sociali, centri di accoglienza presenti sul territorio
- Presa in carico della persona e del suo caso:
  - prima risposta, in termini di cibo, vestiario, ecc.;
  - sensibilizzazione della comunità cristiana nella ricerca di una soluzione a lungo termine del disagio.
- Elaborazione di un progetto di aiuto alla persona, elaborato con la persona stessa e discusso in équipe con gli altri operatori; può includere pagamento di utenze o di rate di affitto, ecc.
- Promozione di reti solidali: coinvolgimento della comunità cristiana e civile, gruppi di autoaiuto, ecc.

## Risorse finanziarie
I Centri d'ascolto non dispongono di risorse proprie. Essi si finanziano:
- attraverso raccolte in denaro effettuate nelle parrocchie[2];
- attraverso attività di autofinanziamento organizzate dai volontari degli stessi Centri;
- attraverso la ripartizione da parte delle diocesi di parte delle risorse dell'otto per mille

## Gli operatori
Ogni Centro d'ascolto ha un responsabile, che risponde del Centro di fronte alla parrocchia o all'insieme di parrocchie; il responsabile garantisce altresì la rispondenza dell'operato del Centro al suo Progetto d'azione, si preoccupa di cercare le risorse umane e finanziarie, e controlla la programmazione e il bilancio del Centro.
La figura del coordinatore è il responsabile operativo del Centro. Garantisce la continuità del lavoro svolto, mantiene i rapporti con i referenti e con tutti i collaboratori.
L'economo cura la gestione delle risorse finanziarie del Centro, redigendone annualmente il bilancio.
Il gruppo degli operatori lavora in équipe, con varie mansioni, svolte dai soggetti secondo le rispettive attitudini e responsabilità:
- gli operatori d'ascolto accolgono chi si presenta al Centro in cerca d'aiuto e definiscono insieme al soggetto aiutato un progetto d'intervento; coordina con gli operatori dei servizi pubblici o di altri enti di aiuto le modalità rispettive di intervento;
- gli operatori di segreteria: ricevono le telefonate, mantengono aggiornati gli schedari, curano la contabilità.

Il gruppo d'appoggio è costituito da persone che si rendono disponibili per vari servizi: accompagnamenti, prenotazioni, visite, ecc.
I collaboratori esterni sono volontari che mettono a disposizione le loro competenze per eventuali consulenze legali, mediche, fiscali, ecc.; possono essere assistenti sociali, psicologi, e normalmente svolgono funzioni di supervisione; oppure artigiani vari: idraulico, muratore, elettricista, ecc.
Tutti gli operatori di vario tipo si riuniscono periodicamente (normalmente con cadenza quindicinale o mensile) per analizzare l'andamento del lavoro, discutere le diverse situazioni, concordare le possibili soluzioni e le modalità di svolgimento delle stesse.

### La formazione degli operatori
Le persone che lavorano nel Centro d'Ascolto ricevono corsi di formazione a cura della Caritas diocesana, differenziati a seconda del ruolo svolto.
Cardini di tale formazione sono:
- l'approfondimento dell'identità, delle funzioni e modalità operative di un Centro d'ascolto, così come la conoscenza dei rapporti interni ed esterni del Centro;
- la conoscenza delle dinamiche e dell'implementazione della relazione di aiuto;
- la conoscenza degli aspetti della povertà;
- la conoscenza delle risorse pubbliche, ecclesiali e civiche che lavorano nella lotta alla povertà, così come delle politiche sociali locali.

Ogni Centro d'ascolto porta avanti poi un lavoro di formazione permanente all'interno del gruppo stesso degli operatori, e in collaborazione con i centri vicini e con il coordinamento diocesano.

## Sedi
I Centri d'ascolto lavorano in sedi generalmente messe a disposizione dalle parrocchie. Necessitano almeno di tre locali:
- una sala d'attesa;
- una segreteria, che deve essere in uso esclusivo al Centro d'ascolto, per garantire la riservatezza;
- un locale per i colloqui.

Se quest'ultimo è piccolo, il Centro d'ascolto dovrà avere la disponibilità di un altro locale per le riunioni degli operatori.